# Partido Georgiano
El Partido Georgiano (en georgiano: ქართული პარტია) fue un partido político de Georgia fundado en octubre de 2010 por Irakli Okruashvili, exministro de Defensa.

## Historia
El partido fue establecido el 12 de octubre de 2010 y entre los fundadores se encontraban: el exministro de Defensa de Georgia Irakli Okruashvili, el exfiscal general de Georgia Sozar Subari, el empresario Eros Kitsmarishvili y los políticos Levan Gachechiladze y Koka Guntsadze. Posteriormente, Sozar Subar abandonó el partido. En 2011, el Movimiento por una Georgia Unida se unió al partido.
En las elecciones locales de 2014, el partido recibió el 0,8% de los votos al sólo presentarse en Gori.

## Ideología
Las prioridades del partido son normalizar las relaciones con Rusia, restaurar la integridad territorial y la integración en las instituciones europeas. El propósito del partido es luchar por un Estado orientado al bienestar, que debe basarse en la identidad, la seguridad y el progreso.